# Битва в Швадерло
Битва в Швадерло (нем. Schlacht im Schwaderloh) одно из сражений во время Швабской войны, произошедшее 11 апреля 1499 года между войсками Старой Швейцарской конфедерации и Швабской лиги около Трибольтингена в долине Швадерло. 

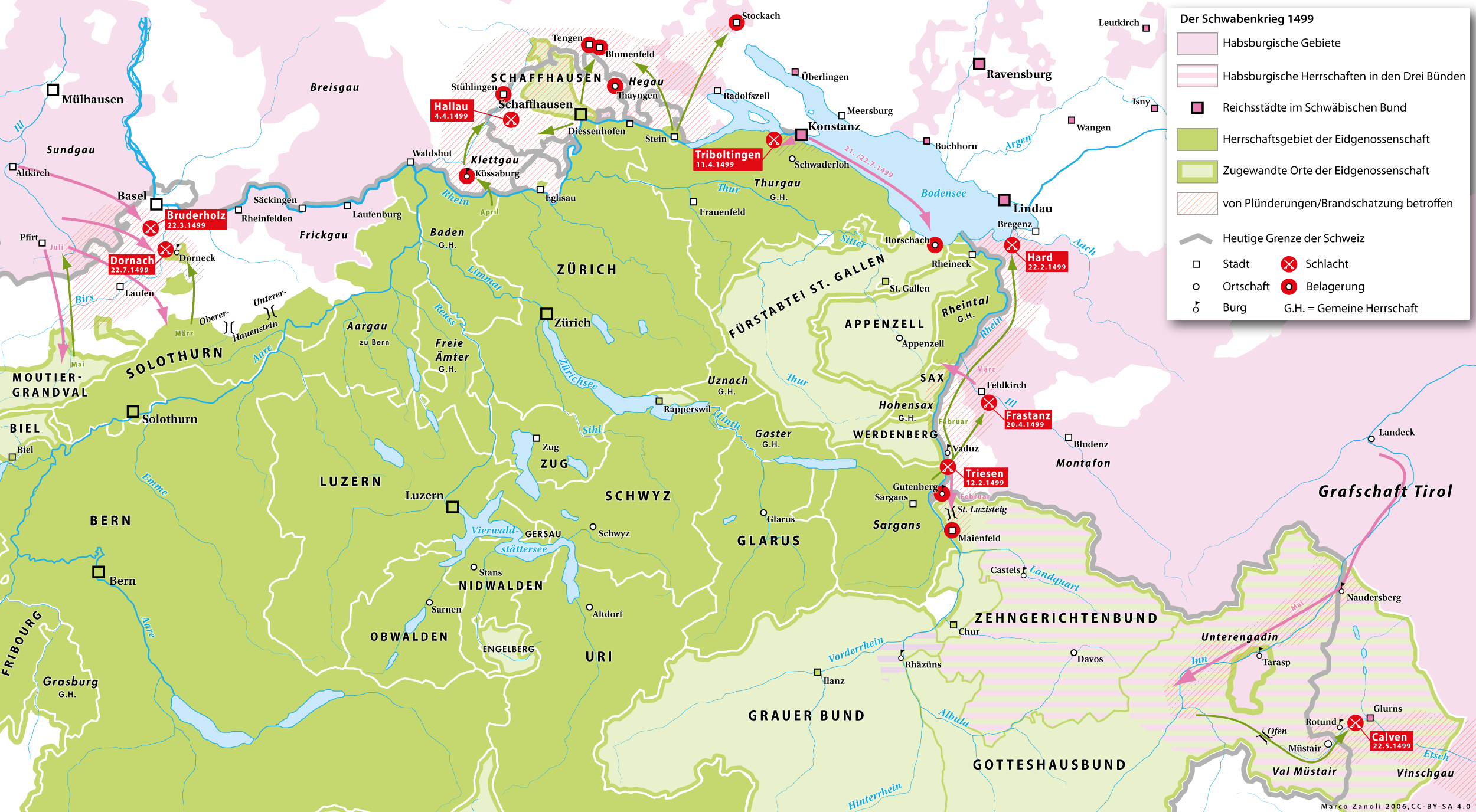
Битва при Триболтингене на карте Швабской войны

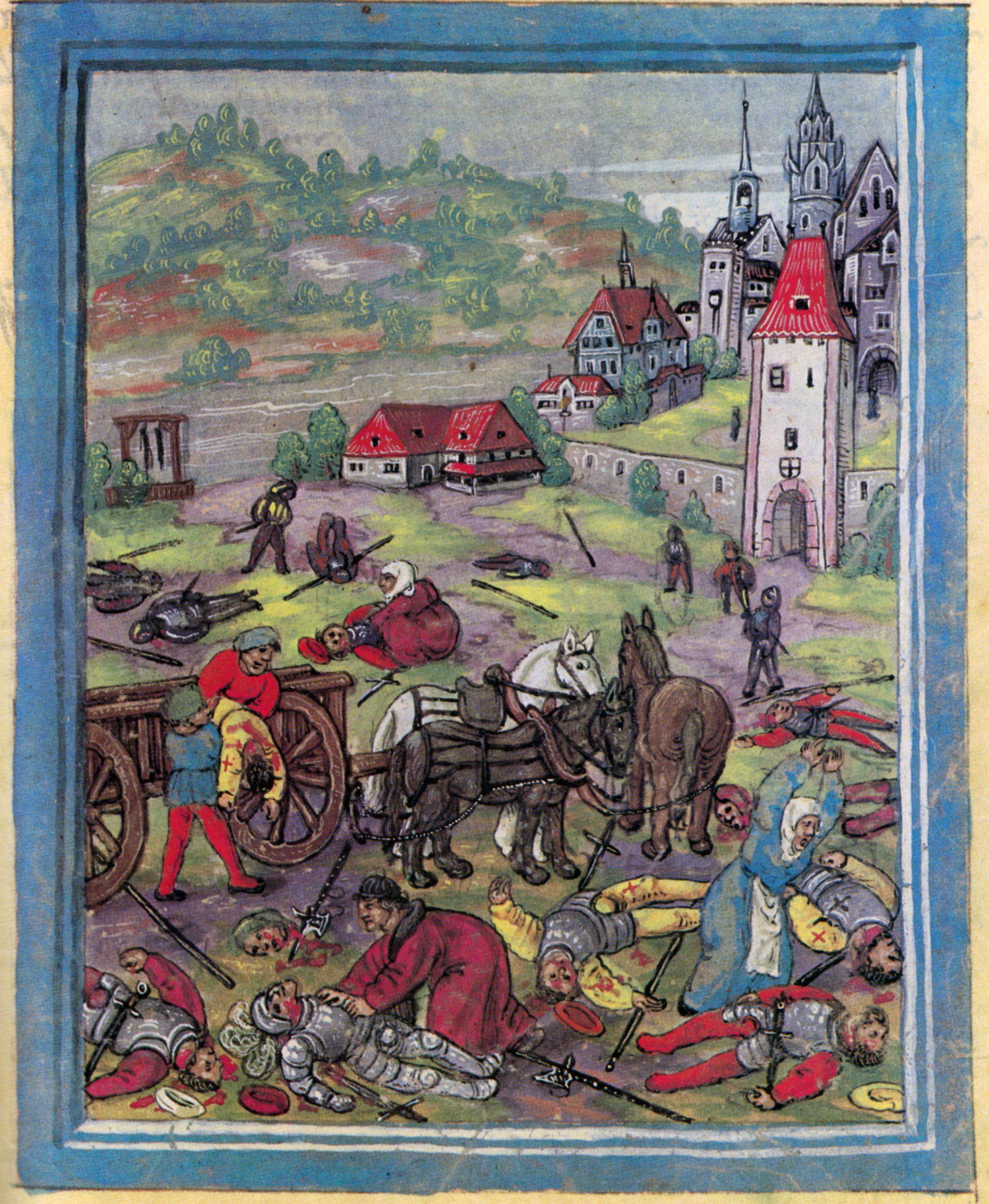
После битвы. Женщины и священники собирают тела погибших

В декабре 1498 года Констанц присоединился к Швабскому союзу, который в начале следующего года при поддержке императора Максимилиана вступил в войну со Швейцарской конфедерацией. Город, расположенный на левом берегу Рейна, имел важное стратегическое значение как ворота в швейцарское Тургау.
В начале апреля 1499 года состоявшие в основном из наёмников войска Швабского союза под командованием графа Вольфганга (Вольфа) фон Фюрстенберга вошли в Констанц. Хорошие дороги позволили привезти артиллерию.
Швейцарцы, у которых в этой местности были наблюдательные посты, получили своевременное оповещение. Они стали собирать армию, которую расположили отдельными отрядами в районе деревень Швадерло, Альтерсвиллен, Дотнахт, Шерцинген, Эрматинген и Манненбах. В общей сложности к 11 апреля собралось около 1500 человек, из них около 600 — жители Тургау, остальные — из Люцерна, Берна и Фрайсгау.
Рано утром (ещё до восхода солнца) 11 апреля около 6 тысяч швабских ландскнехтов вместе с рыцарями и группой горожан совершили вылазку из Констанца и атаковали швейцарский отряд в Эрматингене. Швейцарцы, потеряв убитыми 80 человек и оставив на поле боя всю артиллерию (два орудия, присланные Люцерном), отступили в лес Швадерло.
Армия Швабского союза заняла деревни Эрматинген, Триболтинген и Манненбах и занялась грабежами. В числе трофеев оказались бочонки с вином и, чтобы не нести лишнюю тяжесть, ландскнехты сразу на месте стали праздновать победу.
Собравшийся Совет решил прервать наступление и сначала переправить в Констанцу свою добычу. Все отправились назад в город: пехотинцы — вдоль берега озера, кавалерия — вдоль подножья горы.
Швейцарцы, к которым подошло подкрепление из Тургау — около 400 человек, решили атаковать, чтобы не дать противнику скрыться с добычей. По словам хрониста Валерия Ансельма, они вышли на край леса, прилегающей к дороге, собрались для молитвы, после которой набросились на врага, как разъяренные львы («wütende Löwen»).
Их нападение стало для швабского войска полной неожиданностью, но рыцари попытались организовать оборону. Однако артиллерия стреляла как попало, а густой дым от пушечных выстрелов позволил швейцарцам подойти незамеченными.
После того, как погиб их предводитель Бурхард фон Рандегг (Burkhard von Randegg), швабские пехотинцы обратились в бегство. Но рыцари первое время продолжали держаться. Многие из них спешились, так как лошади вязли во влажной земле.
Швейцарцы разделили свою армию на две части: кавалерия и пиконосцы сражались с конниками, остальные, вооружённые алебардами и тяжёлыми мечами (плюс у каждого был кинжал), бросились в погоню за убегающими пехотинцами. Опасаясь вторжения, жители Констанца закрыли городские ворота, отрезав беглецам пути спасения.
В результате армия Швабского союза потеряла от 1300 до 2000 человек погибшими (пленных никто не брал). Около половины этого количества — ландскнехты, которые, сняв доспехи и бросив оружие, пытались спастись на перегруженных лодках и утонули в Боденском озере. В том числе жителей Констанца — участников битвы погибло около 130. Швейцарцам досталась богатая добыча, в том числе вся артиллерия противника (по разным данным — 14 или 30 орудий). Их людские потери оцениваются от 100 до 500 человек.